# Ministero dell'aviazione civile (Egitto)
Il Ministero dell'aviazione civile (in arabo وزارة الطيران المدني‎?) è l'organo governativo che si occupa di tutto ciò che è connesso con l'aviazione civile in Egitto con sede a Il Cairo.

## Compiti
Il Ministero, in particolare, stabilisce i regolamenti dell'aviazione civile, l'aeronavigabilità e tutte le regole di volo e gli standard che devono essere soddisfatti . Garantisce inoltre che tutte le compagnie aeree egiziane e le operazioni di volo seguano regole di sicurezza come quelle stabilite dall'Aviazione internazionale - Spazio aereo comune europeo (in inglese  European Common Aviation Area - (ECAA)).
Uno dei compiti più importanti del Ministero è quello di condurre indagini sugli incidenti aerei, di fornire rapporti sullo stato di avanzamento di tali indagini e  negozia la ripresa dei voli dal paese dove è avvenuto il disastro aereo da o verso l'Egitto.
Il Ministero supervisiona e controlla tutti gli aeroporti civili operanti all'interno dell'Egitto, compresi gli aeroporti internazionali, gli aeroporti nazionali-internazionali, gli aeroporti nazionali, gli aeroporti di addestramento e gli aeroporti che operano con il sistema BOT.
Il Ministero gestisce la leale concorrenza tra le compagnie aeree statali come EgyptAir e le compagnie aeree private egiziane, che sono 14, con quest'ultime che però lamentano il monopolio di fatto da parte di EgyptAir.

## Storia
Il Ministero è stato istituito nel 2002 separando le responsabilità per l'aviazione civile dal Ministero dei trasporti e delle comunicazioni.
L'Autorità egiziana per l'aviazione civile (in arabo  الهيئة المصرية العامة للطيران المدنى‎?), subordinata al Ministero, è l'autorità per l'aviazione civile dell'Egitto.

## Ministri
- Ahmed Abdel Rahman Nasser (2002)
- Ahmed Shafiq (2002–2011)
- Ibrahim Manaa (2011-2011)
- Lotfi Mustafa Kamal (2011-2012)
- Hussein Massoud (2012)
- Alaa Ashour (2012) (annunciato, ma non ha mai prestato giuramento)
- Samir Imbabi (2012)  [7]
- Wael El-Maadawi (2012-2013)  [8]
- Abdel Aziz Fadel (2013–2014) [9]
- Mohamed Hossam Kamal (2014-2016) [10]
- Sharif Fathi (2016-2018) [11]
- Younes Hamed (June, 2018-2019) [12]
- Mohamed Manar Anaba (2019–2022)
- Mohamed Abas Helmi (2022-)